# Vrije radio
Een vrije radio was een lokale radio-omroep in België die muziek uitzond voor de nabije omgeving (tot enkele kilometers ver). Vrije radio's werden bemand door vrijwilligers en hadden meestal geen vast format: er was veel variatie in de muziekstijl. Daarnaast werd er weinig tot geen reclame door deze zenders uitgezonden.
Met de legalisering – de toekenning van radiovergunningen – zijn er geen vrije radio's meer in België. Voormalige vrije radio's hebben meestal een radiofrequentie in het tweede deel van de FM-band, namelijk tussen 104,90 en 107,90 MHz. Commerciële radiozenders hebben een frequentie in het eerste deel van het spectrum.

## Geschiedenis
Vrije radio's ontstonden in de jaren 70, 80 en 90, zowel in Wallonië als Vlaanderen, als evolutie van de lokale radio. Elk dorp, gemeente of (studenten)stad had wel een eigen vrije radio. Deze konden opgericht worden met beperkte middelen: een batterij, radiozender en een antenne waren de grootste vereisten. Het bereik varieerde van enkele honderden meters tot enkele kilometers. Vrije radio's hadden geen zendvergunning en betaalden ook geen royalty's (muzieklicenties) aan een muziekautoriteit zoals SABAM. Hierdoor onttrokken vrije radio's zich aan de regelgeving en werden deze radio-omroepen tot de illegaliteit gerekend.
In 1979 werd de vereniging Association pour la Libération des Ondes (ALO) opgericht. Deze had als doel alle niet-commerciële en onafhankelijke radiozenders te groeperen en de vrije radio's uit de illegaliteit te halen. Sinds 13 juni 2003 is er een nieuwe wet die toelaat om vrije radio's officieel te laten uitzenden. Omdat de FM band enkel lokaal kan worden ontvangen kunnen veel vrije radio's ook via internet streaming beluisterd worden.